# Angelica glauca
Angelica glauca là một loài thực vật có hoa trong họ Hoa tán. Loài này được Edgew. mô tả khoa học đầu tiên năm 1846.